# Бегичево (Воронежская область)
Бегичево — деревня в Эртильском районе Воронежской области России.
Входит в состав Буравцовского сельского поселения.

## География
Расположена на реке Малореченка. В деревне имеются две улицы — Заречная и Кабанова.

## История
Входила в состав Борисоглебского уезда Тамбовской губернии.

## Население
| 2000 | 2010 |
| ---- | ---- |
| 157  | ↘128 |

## Известные люди
В селе родился Кабанов, Евгений Иванович — Герой Советского Союза.